# Гимназия
Гимназията е вид средно училище, в което се води обучение на равнище средно образование (предхождащо висшето образование и следващо основното образование).

## Видове
Освен общообразователните средни училища (често наричани гимназии) има и профилирани гимназии (със засилено изучаване на профилиращи предмети) като:
- природо-математически (математически), хуманитарни и др.;
- езикови – английска, немска, френска, руска и др.;
- по изкуства – музикални, художествени и др.;
- професионални – по групи професии.

## България
През 1868 г. в Пловдив отваря врати непълна гимназия с четири класа, като продължение на пловдивското епархийско класно училище. По-нататък пълната гимназия включва седем класа.
Първото средно училище на територията на днешна България е открито в Габрово през 1874 г. Чрез приетия Закон за народното просвещение (1891) средните училища в България се делят на класически и реални гимназии.
През 1909 г. министър Никола Мушанов внася в Народното събрание проект за нов закон за народното просвещение и средното образование вече трае 5 години. Оформят се 3 вида гимназии: класически, полукласически и реални, като към средното образование се отнасят и педагогическите училища.
През 1921 г. Стоян Омарчевски, министърът на просвещението, внася закон, разделящ средното образование на два курса: долен общообразователен със срок три години (реални училища) и горен двугодишен с насоченост към общо или специално образование. През 1924 г. обаче отново се въвежда цялостният гимназиален курс.
Статистиката за учебното дело в България към 1937 г. показва, че по онова време броят на средните училища е 98, а учещите в тях – 55 690. Преподавателите са 1862, или средно 1 учител на 30 души.